# Peramelemorphia
Los peramelemorfos (Peramelemorphia) son un orden de mamíferos marsupiales que incluye los bandicuts y los bilbies y suelen denominarse omnívoros marsupiales. Todos los miembros del orden son endémicos de Australia y Nueva Guinea y la mayoría tienen la forma característica del bandicut: un cuerpo rechoncho, arqueado hacia atrás con un hocico largo, delicado y afilado, orejas verticales muy grandes y patas relativamente largas y finas, igual que la cola. Su peso varía desde los 140 gramos hasta los 2 kilos, pero la mayoría de las especies están sobre el peso de un gatito pequeño: alrededor de un kilo.

## Clasificación
- Familia Thylacomyidae
  - Género Macrotis
    - Macrotis lagotis
    - Macrotis leucura (extinta)
- Familia Chaeropodidae
  - Género Chaeropus
    - Chaeropus ecaudatus (extinta)
- Familia Peramelidae
  - Subfamilia Peramelinae
    - Género Isoodon
      - Isoodon auratus
      - Isoodon macrourus
      - Isoodon obesulus
      - Ischnodon australis (extinta)

    - Género Perameles
      - Perameles bougainville
      - Perameles gunnii
      - Perameles nasuta
      - Perameles eremiana (extinta)
      - Perameles allinghamensis (extinta)
      - Perameles bowensis (extinta)

  - Subfamilia Peroryctinae
    - Género Peroryctes
      - Peroryctes broadbenti
      - Peroryctes raffrayana
      - Peroryctes tedfordi (extinta)

  - Subfamilia Echymiperinae
    - Género Echymipera
      - Echymipera rufescens
      - Echymipera clara
      - Echymipera echinista
      - Echymipera kaluba
      - Echymipera davidi

    - Género Microperoryctes
      - Microperoryctes murina
      - Microperoryctes ornata
      - Microperoryctes longicauda
      - Microperoryctes aplini
      - Microperoryctes papuensis

    - Género Rhynchomeles
      - Rhynchomeles prattorum

### Taxones extintos
- Superfamilia Yaraloidea
  - Familia Yaralidae
    - Género Yarala

## Filogenia
```
      --o Orden Peramelemorphia 
(Kirsch, 1968)

        |-o Familia 
Chaeropodidae
 
Gill, 1872
 (‡)
        | `-- Género 
Chaeropus
 
Ogilby, 1838
 - 
bandicut de pie de cerdo
 (‡)
        |-o Familia 
Peramelidae
 
(Gray, 1825)

        | |-o Subfamilia 
Echymiperinae
 
McKenna & Bell, 1997
 
        | | |-- Género 
Echymipera
 
Lesson, 1842
 - 
bandicuts espinosos de Nueva Guinea

        | | |-- Género 
Microperoryctes
 
Stein, 1932
 - 
andicut ratón de Nueva Guinea

        | | `-- Género 
Rhynchomeles
 
Thomas, 1920
 - 
bandicut hocicudo de Seram
 (‡)
        | |-o Subfamilia 
Peramelinae
 
(Gray, 1825)
 
        | | |-- Género 
Ischnodon
 
Stirton, 1955
 (†)
        | | |-- Género 
Isoodon
 
Desmarest, 1817
 - 
bandicut chato

        | | `-- Género 
Perameles
 
Geoffroy Saint-Hilaire, 1804
 - 
bandicuts hocicudos

        | `-o Subfamilia 
Peroryctinae
 
(Archer et al., 1989)

        |   `- Género 
Peroryctes
 
Thomas, 1906
 - 
bandicuts de Nueva Guinea

        |-o Familia 
Thylacomyidae
 
Bensley, 1903

        | `-- Género 
Macrotis
 
Reid, 1836
 - 
bilbis

        `-o Familia 
Yaralidae
 
Muirhead & Filan, 1995
 (†)
          `-- Género 
Yarala
 
Muirhead & Filan, 1995
 (†)
```